# Mark Murphy (zanger)
Mark Howe Murphy (Syracuse, 14 maart 1932 - Englewood, 22 oktober 2015) was een Amerikaanse jazzzanger.

## Carrière
Mark Murphy zong in de dansband van zijn broer en bij verschillende plaatselijke bands aan de highschool. Nadat hij na beëindiging van de school begin jaren 1950 werd ontdekt door Sammy Davis jr. en in diens tv-show werd uitgenodigd, leidde de aanbeveling van Tony Scott naar Nat Hentoff, die hem bemiddelde aan Milt Gabler. Hij bracht bij Decca Records zijn eerste singles uit en in 1956 zijn eerste album Meet Mark Murphy, waarbij hij werd begeleid door het orkest van Ralph Burns. Er volgde het album Let Yourself Go. Daarna stapte Murphy over naar Capitol Records, wiens producties waren georiënteerd op de popmarkt. 
Tot zijn belangrijkste vroege lp's behoorden de beide Riverside-albums Rah! met het orkest van Ernie Wilkins, dat was gewijd aan bop-klassiekers, en That's How I Love the Blues met Tin Pan Alley-songs en blues-arrangementen van Al Cohn. Daarin bevonden zich Murphy's referenties aan de big band-blues à la Count Basie en de Kansas City Jazz, New Yorkse tradities van Benny Carter tot Benny Goodman en de Chicago-jazz van Earl Hines en Billy Eckstine en nog ouder materiaal van Joe Turner en Pete Johnson, maar ook van Horace Silver.
In 1963 had hij met zijn versie van Fly Me to the Moon een hit in de Amerikaanse hitlijst. In de daaropvolgende jaren verkreeg hij populariteit in Europa en was hij op de Amerikaanse markt bijna niet meer vertegenwoordigd. Tussen 1973 en 1986 nam Murphy veertien albums op voor Muse Records, bij benadering met The Brecker Brothers-klassiekers van de moderne jazz als Naima en Red Clay. Ook zong hij een album met de songs van Nat King Cole. Tijdens deze periode ontwikkelde hij zich tot een van de toonaangevende jazzzangers. Een van zijn populairste werken is het album Bop For Kerouac, waarop hij gedichten van Jack Kerouac op muziek zette. 
Tijdens de jaren 1980 ontstonden enkele album voor Milestone Records, waarbij hij onder andere werd begeleid door Claudio Roditi en Art Farmer. Tijdens de jaren 1990 werkte hij onder andere met Ack van Rooyen en Jack van Poll. Vanaf 1999 volgde een reeks albums voor HighNote Records. In 2005 bracht hij het ballade-album Once to Every Heart uit, dat in samenwerking ontstond met de Duitse jazztrompettist Till Brönner. In 2007 volgde met het album Love Is What Stays een verdere samenwerking met Brönner.
Murphy zong ook in de stijl van de vocalese jazzsoli van instrumentalisten na, die hij met scat, vaak van slimme eigen teksten voorzag. Zijn persoonlijke improvisatiestijl richtte zich niet alleen op de melodie, maar ook op de teksten.

## Onderscheidingen
Murphy werd in 1996, 1997, 2000 en 2001 door de lezers van het muziekmagazine DownBeat gekozen tot beste jazzzanger. Hij werd bovendien zes keer genomineerd voor een Grammy Award voor de beste jazzzang.

## Overlijden
Mark Murphy overleed op 22 oktober 2015 op 83-jarige leeftijd in het Lillian Booth Actors Home in Englewood.

## Discografie
- 1958: This Could Be the Start of Something (Fenn Music 2010 als 2in1 CD met Hip Parade) met Bill Holman
- 1959: Hip Parade met Bill Holman
- 1961: Rah! (Riverside Records met het Ernie Wilkins Orchestra
- 1962: That's How I Love the Blues (Riverside Records) met Clark Terry, Snooky Young, Roger Kellaway, Jim Hall
- 1967, 1970: Midnight Mood (MPS – Most Perfect Sound Edition, 2005)
- 1981: Bop for Kerouac (Muse Records)
- 1988: September Ballads (Milestone Records) met Art Farmer, Oscar Castro-Neves
- 1992: Another Vision (September Records) met Ack van Rooyen
- 2000: Some Time Ago (HighNote Records) met Dave Ballou, Steve LaSpina, Winard Harper
- 2005: Once to Every Heart (Verve Music Group)
- 2013: A Beautiful Friendship: Remembering Shirley Horn (Gearbox Records) met Alex Minasian, Curtis Lundy, Steve Williams, Till Brönner
- 2014: Shadows (TCB) met Karlheinz Miklin, Fritz Pauer, Ewald Oberleitner, Dusan Novakov (rec. 1996)

- Bibliothèque nationale de France: cb14031965n (data)
- CiNii: DA18114961
- Gemeinsame Normdatei: 1158502362
- International Standard Name Identifier: 0000 0001 0800 0759
- Library of Congress Control Number: n78052826
- MusicBrainz: 55a29cd8-0098-47f8-9650-9dcfcb4c8c7a
- Nederlandse Thesaurus van Auteursnamen: 073312908
- SNAC: w6943s87
- Système universitaire de documentation: 244139024
- Virtual International Authority File: 300876695
- WorldCat: E39PBJfh3kX6VVmgbBBw63XDbd